# Mycodrosophila aqua
Mycodrosophila aqua är en tvåvingeart som beskrevs av Bock 1980. Mycodrosophila aqua ingår i släktet Mycodrosophila och familjen daggflugor. Inga underarter finns listade i Catalogue of Life.